# 대한항공의 아시아나항공 인수
대한항공의 아시아나항공 인수는 2020년대에 이루어졌다.

## 개요
2020년 11월 16일, 대한민국 국토교통부는 대한항공의 아시아나항공 인수를 공식화하였으며 한진칼이 대한항공의 2조 5,000억원 유상증자에 참여하고 대한항공은 총 1조 8,000억원을 들여 아시아나항공의 신주(1조 5,000억원)와 영구채(3,000억원)를 인수하게 된다. 장기적으로 대한항공과 아시아나항공과의 통합을 추진한다고 발표했다. 12월 14일 임시 주주총회에서 3대1 무상감자 안건이 통과되어 거래정지 종목으로 분류돼 2021년 1월 15일 재상장했다. 2022년, 중국의 결합 승인을 시작으로, 2024년 12월 3일, 미 연방 법무부의 최종 승인에 따라 대한항공과 아시아나항공과의 합병 승인은 모두 마무리 되었다. 같은 해 12월 12일, 대한항공은 아시아나항공의 신주 1억3157만8947주(지분율 63.88%)를 취득, 아시아나항공은 대한항공의 자회사로 편입됐다.